# Huit variations sur «Dieu d'amour»
Les Huit variations en fa majeur pour piano sur « Dieu d'amour », K. 352/374c, sont une œuvre pour piano de Wolfgang Amadeus Mozart, écrite à Vienne en juin 1781. La pièce est formée de huit variations basées sur le chœur « Dieu d'amour » de l'opéra-comique Les Mariages samnites d'André Grétry, qui a été créé à Paris en 1776.

## Structure
- Thème: en fa majeur, à , 16 mesures, 2 sections répétées 2 fois (mesures 1 à 8, mesures 9 à 16)
- Les Variations I à VII ont 16 mesures, 2 sections répétées 2 fois (mesures 1 à 8, mesures 9 à 16)
- La Variation V est en fa mineur.
- La Variation VII est marquée Adagio.
- Variation VIII : Allegro à 
, 32 mesures, 2 sections répétées 2 fois (mesures 1 à 16, mesures 17 à 32)

Durée de l'interprétation : Env. 12 min
Thème :